# Jaime Miranda Sousa
Jaime Miranda Sousa (Lima, 1917-Ib., 28 de enero de 1983) fue ingeniero y político peruano. Durante el gobierno constitucional de Manuel A. Odría fue diputado por Áncash, ministro de Agricultura (1954-1955) y ministro de Hacienda y Comercio (1955). 

## Biografía
Hijo de Catalino Segundo Miranda Quevedo (ingeniero de minas y alcalde de Barranco) y Ángela Sousa Matute. Hermano de Eduardo Miranda Sousa, que fue también ingeniero y político.
Postuló a las elecciones generales de 1950 por una diputación por el departamento de Áncash, que consiguió obteniendo 26 732 votos.
El gobierno del general Manuel Odría (conocido como el Ochenio), lo convocó para que fuera ministro de Agricultura, cargo que ejerció de 11 de agosto de 1954 a 3 de diciembre de 1955. En ese mismo gobierno su hermano Eduardo Miranda Sousa ejerció como ministro de Fomento y Obras Públicas y presidente de la Cámara de Diputados (1954-1955).
Accidentalmente, por renuncia del ministro Emilio Guimoye, asumió la cartera de Hacienda y Comercio, que luego la ejerció con titularidad, hasta que, tras la crisis ministerial de diciembre de 1955 dejó dicho cargo al vicealmirante Roque A. Saldías.